# Галерија грбова Русије
Ово је галерија 85 грбова субјеката Руске Федерације пореданих по азбучном редоследу. Такође, галерија садржи и актуелни, као и историјске грбове Русије.

## Грб Руске Федерације
- Грб Руске Федерације
(1993 – сада)
- Друга верзија грба Руске Федерације
(1993 – сада)

## Историјски грбови Русије
- Грб
 Печат Ивана III
 (1497)
- Грб
 Руског царства
 (1577)
- Грб
 Руског царства
 (1580-е)
- Грб
 Руског царства
 (1667)
- Грб
 Руске Империје
(1730)
- Грб
 Руске Империје
(1799-1801)
- Мањи грб
 Руске Империје
(1882-1917)
- Средњи грб
Руске Империје
(1882-1917)
- Већи грб
Руске Империје
(1882-1917)
- Грб Руске републике
(1917)
- Грб Руске државе
(1918-1920)
- Амблем Руске СФСР
(1918—1920)
- Амблем Руске СФСР
(1920—1978)
- Амблем Руске СФСР
(1978—1992)
- Грб Руске Федерације
(1992—1993)

## Руске републике
- Грб Адигеје
- Грб Алтаја
- Грб Башкортостана
- Грб Бурјатије
- Грб Дагестана
- Грб Ингушетије
- Грб Јакутије
- Грб Кабардино-Балкарије
- Грб Калмикије
- Грб Карачајево-Черкезије
- Грб Карелије
- Грб Комије
- Грб Крима
- Грб Мариј Ела
- Грб Мордовија
- Грб Северне Осетије-Аланије
- Грб Татарстана
- Грб Туве
- Грб Удмуртије
- Грб Хакасије
- Грб Чеченије
- Грб Чувашије

## Руске покрајине
- Грб Алтајске Покрајине
- Грб Забајкалске Покрајине
- Грб Камчатске Покрајине
- Грб Краснодарске Покрајине
- Грб Краснојарске Покрајине
- Грб Пермске Покрајине
- Грб Приморске Покрајине
- Грб Ставропољске Покрајине
- Грб Хабаровска Покрајина

## Руске области
- Грб Амурске области
- Грб Архангелске области
- Грб Астраханске области
- Грб Белгородске области
- Грб Брјанске области
- Грб Владимирске области
- Грб Волгоградске области
- Грб Вологодске области
- Грб Вороњешке области
- Грб Ивановске области
- Грб Иркутске области
- Грб Јарославске области
- Грб Калињинградске области
- Грб Калушке области
- Грб Кемеровске области
- Грб Кировске области
- Грб Костромске области
- Грб Курганске области
- Грб Курске области
- Грб Лењинградске области
- Грб Липецке области
- Грб Магаданске области
- Грб Подмосковља
- Грб Мурманске области
- Грб Нижегородске области
- Грб Новгородске области
- Грб Новосибирске области
- Грб Омске области
- Грб Оренбуршке области
- Грб Орловске области
- Грб Пензенске области
- Грб Псковске области
- Грб Рјазањске области
- Грб Ростовске области
- Грб Самарске области
- Грб Саратовске области
- Грб Сахалинске области
- Грб Свердловске области
- Грб Смоленске области
- Грб Тамбовске области
- Грб Тверске области
- Грб Тјуменске области
- Грб Томске области
- Грб Уљановске области
- Грб Чељабинске области

## Руски федерални градови
- Грб Москве
- Грб Санкт Петербурга
- Грб Севастопољa

## Руске аутономне области
- Грб Јеврејске аутономне области

## Аутономни окрузи Русије
- Грб Јамалије
- Грб Ненеције
- Грб Хантије-Мансије
- Грб Чукотке

### Бивши аутономни окрузи
- Грб Ага-Бурјатије
- Грб Евенкије
- Грб Корјакије
- Грб Пермјакије
- Грб Тајмирије
- Грб Уст-Орда Бурјатије